# Mistrzostwa Belgii w kolarstwie szosowym – wyścig ze startu wspólnego

Koszulka mistrza Belgii w kolarstwie szosowym

Mistrzostwa Belgii w kolarstwie szosowym w konkurencji wyścigu ze startu wspólnego rozgrywane są wśród mężczyzn od 1894 roku, wśród kobiet od 1959 roku. Młodzieżowy (do 23 roku życia) męski wyścig o krajowe mistrzostwo odbywa się od 1996 roku.
Organizatorem mistrzostw jest Królewska Belgijska Federacja Kolarska.

## Medaliści

### Mężczyźni - elita

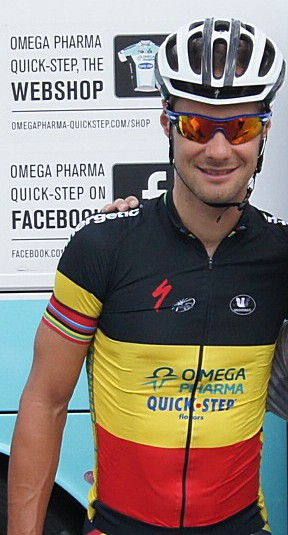
Tom Boonen (na zdjęciu podczas Tour de Pologne 2012) w koszulce mistrza Belgii.

| Rok       | Złoto                     | Srebro                       | Brąz                       |
| 1894      | Leon Houa                 | Alexei Schmidt               | Leon Chisoigne             |
| 1895      | Henri Luyten              | = René Nulens = Jean Walrant |                            |
| 1896      | Henri Luyten              | Georges Van Oolen            | Henri Marnette             |
| 1897      | Henri Bertrand            | Maurice Virlee               | Jozef Berchmans            |
| 1898      | Henri Bertrand            | Maurice Virlee               | Georges Luyten             |
| 1899      | Jules Degeetere           | Alphonse Seys                | Fritz Vanderstuyft         |
| 1900      | Mathieu Quoidbach         | Hubert Meura                 | Williot                    |
| 1901      | Paul Burger               | Van Horenbeek                | Arthur Vanderstuyft        |
| 1902      | Jules Defrance            |                              |                            |
| 1903      | Arthur Vanderstuyft       | Julien Lootens               | François Dhaen             |
| 1904      | Jules Sales               | Arthur Vanderstuyft          | Théodore Sales             |
| 1905      | Dieudonné Jamar           | Henri Devroye                | Joseph Achten              |
| 1906      | nie odbyły się            | nie odbyły się               | nie odbyły się             |
| 1907      | Francois Verstraeten      | Camille Haeck                | Robert Wancourt            |
| 1908      | Francois Verstraeten      | Cyrille Van Hauwaert         | Eugene Platteau            |
| 1909      | Cyrille Van Hauwaert      | Dieudonné Jamar              | Fons Spiessens             |
| 1910      | Henri Hanlet              | Michel Debaets               | Marcel Buysse              |
| 1911      | Odile Defraye             | Jules Masselis               | Cyrille Van Hauwaert       |
| 1912      | Omer Verschoore           | Felicien Salmon              | Henri Devroye              |
| 1913      | Joseph Van Daele          | Jean Van Ingelghem           | Jean Rossius               |
| 1914      | Victor Dethier            | Joseph Van Daele             | Louis Mottiat              |
| 1915–1918 | nie odbyły się            | nie odbyły się               | nie odbyły się             |
| 1919      | Jean Rossius              | Joseph Van Daele             | Louis Mottiat              |
| 1920      | Jules Van Hevel           | Louis Mottiat                | René Vermandel             |
| 1921      | Jules Van Hevel           | René Vermandel               | Louis Mottiat              |
| 1922      | René Vermandel            | Philippe Thys                | Félix Sellier              |
| 1923      | Félix Sellier             | Maurice Dewaele              | René Vermandel             |
| 1924      | René Vermandel            | Félix Sellier                | Denis Verschueren          |
| 1925      | Gérard Debaets            | August Verdyck               | Denis Verschueren          |
| 1926      | Félix Sellier             | Julien Delbecque             | Maurice Depauw             |
| 1927      | August Mortelmans         | Julien Delbecque             | Leopold Matton             |
| 1928      | Joseph Dervaes            | Félix Sellier                | Raymond Decorte            |
| 1929      | Joseph Wauters            | Georges Ronsse               | Alfred Haemerlinck         |
| 1930      | Joseph Wauters            | Jef Dervaes                  | Alfred Haemerlinck         |
| 1931      | Alfons Schepers           | Emile Joly                   | Gustaaf Van Slembrouck     |
| 1932      | Georges Lemaire           | Gustaaf Van Slembrouck       | Michel Van Vlockhoven      |
| 1933      | Louis Duerloo             | Jozef Vanderhaegen           | Constant Huys              |
| 1934      | Louis Roels               | Emile Bruneau                | Jozef Vanderhaegen         |
| 1935      | Gustave Danneels          | Jef Demuysere                | Félicien Vervaecke         |
| 1936      | Jean Aerts                | Louis Hardiquest             | Michel D'Hooghe            |
| 1937      | Karel Kaers               | Maurice Raes                 | Adelin Van Simaeys         |
| 1938      | Petrus Van Theemsche      | Hubert Deltour               | Marcel Kint                |
| 1939      | Marcel Kint               | Roger Vandendriessche        | Albertin Disseaux          |
| 1940      | Odiel Van Den Meersschaut | André Maelbrancke            | Gustaaf Van Overloop       |
| 1941      | André Defoort             | Gustaaf Van Overloop         | Achiel De Backer           |
| 1942      | André Maelbrancke         | Albert Sercu                 | Lucien Vlaemynck           |
| 1943      | Rik Van Steenbergen       | Georges Claes                | Robert Van Eenaeme         |
| 1944      | nie odbyły się            | nie odbyły się               | nie odbyły się             |
| 1945      | Rik Van Steenbergen       | Odiel Van Den Meersschaut    | Jean Bogaerts              |
| 1946      | Émile Masson Jr.          | Alberic Schotte              | Maurice Van Herzele        |
| 1947      | Émile Masson Jr.          | Jacques Geus                 | Maurice Meersman           |
| 1948      | Achiel Buysse             | Alberic Schotte              | Ernest Sterckx             |
| 1949      | Valère Ollivier           | Raymond Impanis              | Prosper Depredomme         |
| 1950      | Albert Ramon              | Alberic Schotte              | Valère Ollivier            |
| 1951      | Lode Anthonis             | Edward Peeters               | Emmanuel Thoma             |
| 1952      | Jozef Schils              | Robert Vanderstockt          | Marcel De Mulder           |
| 1953      | Alois Vansteenkiste       | Florent Rondelé              | Stan Ockers                |
| 1954      | Rik Van Steenbergen       | Roger Decock                 | Rene De Smet               |
| 1955      | Emiel Van Cauter          | Germain Derijcke             | Jean Storms                |
| 1956      | André Vlayen              | Frans Schoubben              | Karel Clerckx              |
| 1957      | André Vlayen              | Roger Verplaetse             | Karel Clerckx              |
| 1958      | Rik Van Looy              | Jef Planckaert               | Frans Aerenhouts           |
| 1959      | Petrus Oellibrandt        | Jan Adriaensens              | Daniel Denys               |
| 1960      | Frans De Mulder           | Willy Vannitsen              | Arthur De Cabooter         |
| 1961      | Michel Van Aerde          | Arnould Flecy                | Jos Hoevenaers             |
| 1962      | Joseph Planckaert         | Guillaume Van Tongerloo      | Emile Daems                |
| 1963      | Rik Van Looy              | Louis Proost                 | Frans Aerenhouts           |
| 1964      | Edward Sels               | Willy Bocklant               | Frans Melckenbeeck         |
| 1965      | Walter Godefroot          | Eddy Merckx                  | Arthur De Cabooter         |
| 1966      | Guido Reybrouck           | Robert Lelangue              | Jos Huysmans               |
| 1967      | Jozef Boons               | Willy In 't Ven              | Emile Bodart               |
| 1968      | Julien Stevens            | Ferdinand Bracke             | Guido Reybrouck            |
| 1969      | Roger De Vlaeminck        | Walter Godefroot             | Alfons De Bal              |
| 1970      | Eddy Merckx               | Herman Van Springel          | Jean-Pierre Monseré        |
| 1971      | Herman Van Springel       | Jos Spruyt                   | Willy van Neste            |
| 1972      | Walter Godefroot          | Eddy Merckx                  | Albert Van Vlierberghe     |
| 1973      | Frans Verbeeck            | Eddy Merckx                  | Willy Planckaert           |
| 1974      | Roger Swerts              | Ludo Van Staeyen             | Johan De Muynck            |
| 1975      | Willy Teirlinck           | Willy Planckaert             | Eddy Merckx                |
| 1976      | Freddy Maertens           | Jean-Luc Vandenbroucke       | Willy Teirlinck            |
| 1977      | Michel Pollentier         | Joseph Bruyère               | Paul Wellens               |
| 1978      | Michel Pollentier         | Willy Teirlinck              | Marcel Laurens             |
| 1979      | Gery Verlinden            | Eddy Schepers                | Marc Renier                |
| 1980      | Jos Jacobs                | Dirk Heirweg                 | Eddy Schepers              |
| 1981      | Roger De Vlaeminck        | Gery Verlinden               | Benny Vermeulen            |
| 1982      | Frank Hoste               | Eddy Vanhaerens              | Fons De Wolf               |
| 1983      | Lucien Van Impe           | Marc Sergeant                | Michel Dernies             |
| 1984      | Eric Vanderaerden         | Eddy Planckaert              | Frank Hoste                |
| 1985      | Paul Haghedooren          | Claude Criquielion           | Rudy Dhaenens              |
| 1986      | Marc Sergeant             | Hendrik Devos                | Etienne De Wilde           |
| 1987      | Ferdi Van Den Haute       | Jean-Pierre Heynderickx      | Herman Frison              |
| 1988      | Etienne De Wilde          | Herman Frison                | Jean-Philippe Vandenbrande |
| 1989      | Carlo Bomans              | Eddy Planckaert              | Fons De Wolf               |
| 1990      | Claude Criquielion        | Edwig Van Hooydonck          | Frank Van Den Abeele       |
| 1991      | Benjamin Van Itterbeeck   | Jim Van De Laer              | Wilfried Peeters           |
| 1992      | Johan Museeuw             | Johan Capiot                 | Johan Devos                |
| 1993      | Alain Van Den Bossche     | Guy Nulens                   | Carlo Bomans               |
| 1994      | Wilfried Nelissen         | Michel Van Haecke            | Peter Verbeken             |
| 1995      | Wilfried Nelissen         | Tom Steels                   | Johan Museeuw              |
| 1996      | Johan Museeuw             | Geert Van Bondt              | Johan Bruyneel             |
| 1997      | Tom Steels                | Ludo Dierckxsens             | Kurt Van De Wouwer         |
| 1998      | Tom Steels                | Carlo Bomans                 | Peter Van Petegem          |
| 1999      | Ludo Dierckxsens          | Michel Van Haecke            | Axel Merckx                |
| 2000      | Axel Merckx               | Frank Vandenbroucke          | Rik Verbrugghe             |
| 2001      | Ludovic Capelle           | Fabien De Waele              | Michel Van Haecke          |
| 2002      | Tom Steels                | Ludovic Capelle              | Gert Vanderaerden          |
| 2003      | Geert Omloop              | Jurgen Van Goolen            | Sven Vanthourenhout        |
| 2004      | Tom Steels                | Geert Omloop                 | Geert Verheyen             |
| 2005      | Serge Baguet              | Kevin Van Impe               | Nico Sijmens               |
| 2006      | Niko Eeckhout             | Philippe Gilbert             | Tom Boonen                 |
| 2007      | Stijn Devolder            | Tom Boonen                   | Philippe Gilbert           |
| 2008      | Jürgen Roelandts          | Sven Vanthourenhout          | Niko Eeckhout              |
| 2009      | Tom Boonen                | Philippe Gilbert             | Kristof Goddaert           |
| 2010      | Stijn Devolder            | Philippe Gilbert             | Frederik Veuchelen         |
| 2011      | Philippe Gilbert          | Gianni Meersman              | Jelle Wallays              |
| 2012      | Tom Boonen                | Kristof Goddaert             | Sven Vandousselaere        |
| 2013      | Stijn Devolder            | Gianni Meersman              | Jan Bakelants              |
| 2014      | Jens Debusschere          | Roy Jans                     | Tom Boonen                 |
| 2015      | Preben Van Hecke          | Jürgen Roelandts             | Greg Van Avermaet          |
| 2016      | Philippe Gilbert          | Tim Wellens                  | Greg Van Avermaet          |
| 2017      | Oliver Naesen             | Sep Vanmarcke                | Jasper Stuyven             |
| 2018      | Yves Lampaert             | Philippe Gilbert             | Jasper Stuyven             |
| 2019      | Tim Merlier               | Timothy Dupont               | Wout Van Aert              |
| 2020      | Dries De Bondt            | Iljo Keisse                  | Pieter Serry               |
| 2021      | Wout van Aert             | Edward Theuns                | Remco Evenepoel            |

### Mężczyźni - U-23
| Rok  | Złoto                | Srebro             | Brąz                    |
| 1996 | Rolf Verhaegen       | Koen Das           | Dave Bruylandts         |
| 1997 | Jurgen Vermeersch    | Dirk D'Haemers     | Bert De Waele           |
| 1998 | Sven Spoormakers     | Dave Bruylandts    | Koen Van De Velde       |
| 1999 | Andy Cappelle        | Björn Leukemans    | Jehudi Schoonacker      |
| 2000 | Andy Cappelle        | Tom Boonen         | Ludovic Draux           |
| 2001 | Tom Boonen           | Dimitri De Fauw    | Kevin Van der Slagmolen |
| 2002 | Nick Nuyens          | Philippe Gilbert   | Bart Dockx              |
| 2003 | Koen Barbé           | Jonathan Henrion   | Kristof De Zutter       |
| 2004 | Maarten Wynants      | Jean-Paul Simon    | Pieter Duyck            |
| 2005 | Dries Devenyns       | Lars Croket        | Maxime Vantomme         |
| 2006 | Greg Van Avermaet    | Jérôme Giaux       | Pieter Vanspeybrouck    |
| 2007 | Pieter Muys          | Klaas Lodewyck     | Bjorn Coomans           |
| 2008 | Dimitri Claeys       | Jérôme Baugnies    | Jan Bakelants           |
| 2009 | Dimitri Claeys       | Walt De Winter     | Sven Vandousselaere     |
| 2010 | Laurens De Vreese    | Yannick Eijsen     | Jochen Vankerckhoven    |
| 2011 | Tim Declercq         | Sander Helven      | Eliot Lietaer           |
| 2012 | Jorne Carolus        | Tim De Troyer      | Roy Jans                |
| 2013 | Jens Wallays         | Maarten Craeghs    | Frederik Frison         |
| 2014 | Jef Van Meirhaeghe   | Bert Van Lerberghe | Jelle Donders           |
| 2015 | Nathan Van Hooydonck | Jenthe Biermans    | Michael Cools           |
| 2016 | Joachim Vanreyten    | Enzo Wouters       | Alexander Geuens        |

### Kobiety - elita

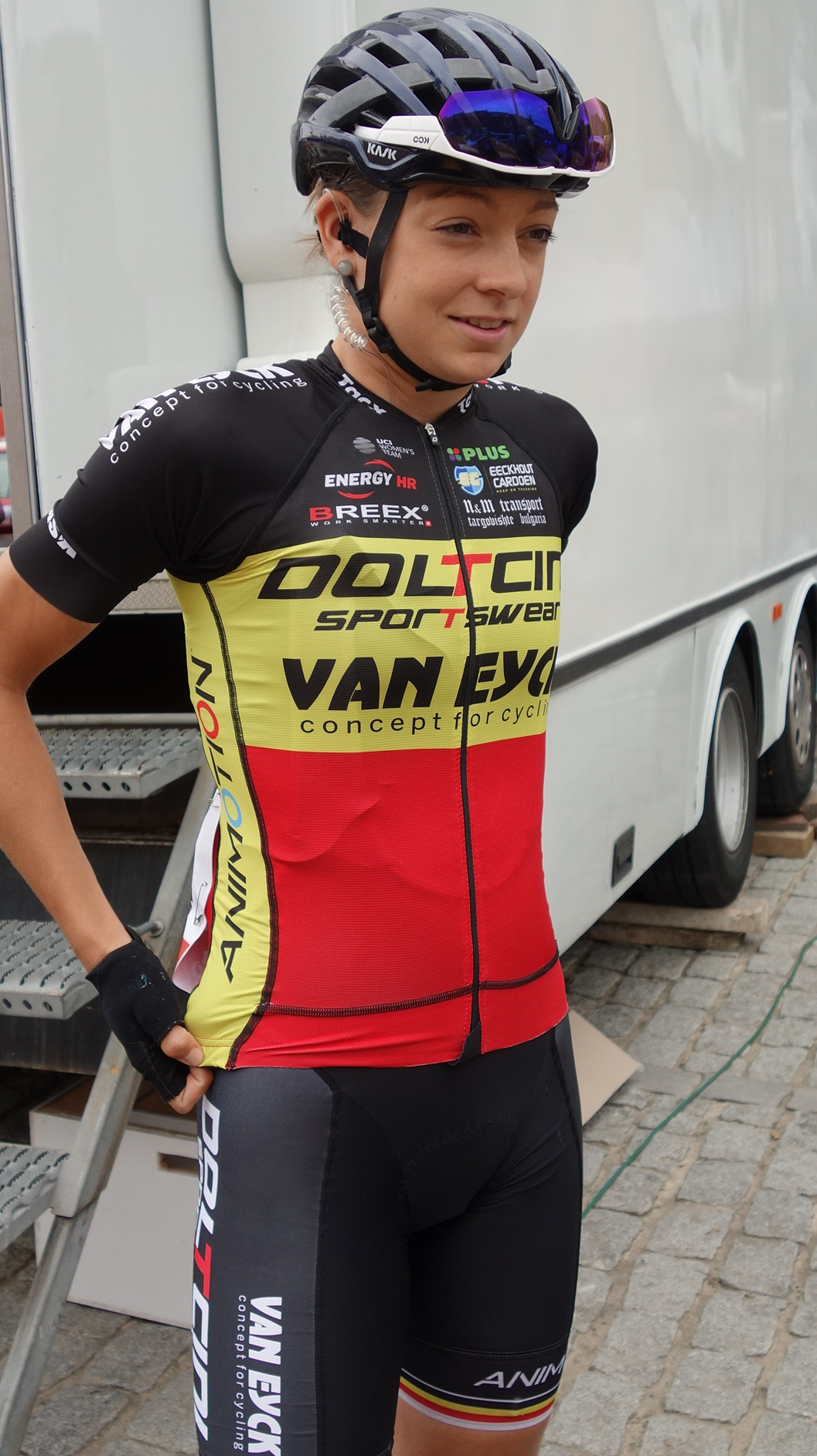
Jesse Vandenbulcke w koszulce mistrzyni Belgii w 2019 roku.

| Rok  | Złoto                  | Srebro                 | Brąz                   |
| 1959 | Victoire Van Nuffel    | Rosa Sels              | Liliane Cleiren        |
| 1960 | Rosa Sels              | Yvonne Reynders        | Nadia Germonpre        |
| 1961 | Annie Vermeiren        | Yvonne Reynders        | Rosa Sels              |
| 1962 | Yvonne Reynders        | Simone Ellegeest       | Liliane Cleiren        |
| 1963 | Yvonne Reynders        | Louisa Smits           | Simone Ellegeest       |
| 1964 | Denise Bral            | Rosa Sels              | Marie-Thérèse Naessens |
| 1965 | Louisa Smits           | Marie-Thérèse Naessens | Francine Verlot        |
| 1966 | Marie-Rose Gaillard    | Simone Ellegeest       | Suzanne Sohie          |
| 1967 | Christiane Geerts      | Louisa Smits           | Francine Verlot        |
| 1968 | Marguerita Dams        | Nicolle Van Den Broeck | Francine Verlot        |
| 1969 | Nicolle Van Den Broeck | Suzanne Sohie          | Christiane Goeminne    |
| 1970 | Nicolle Van Den Broeck | Christiane Geerts      | Francine Verlot        |
| 1971 | Mariette Laenen        | Christiane Geerts      | Francine Verlot        |
| 1972 | Mariette Laenen        | Nicolle Van Den Broeck | Francine Verlot        |
| 1973 | Nicolle Van Den Broeck | Christiane Goeminne    |                        |
| 1974 | Nicolle Van Den Broeck | Mariette Laenen        | Francine Verlot        |
| 1975 | Mariette Laenen        | Christiane Goeminne    | Johanna Bosmans        |
| 1976 | Yvonne Reynders        | Christiane Goeminne    | Nicolle Van Den Broeck |
| 1977 | Nicolle Van Den Broeck | Mariette Laenen        | Yvonne Reynders        |
| 1978 | Maria Herrijgers       | Christiane Goeminne    | Frieda Maes            |
| 1979 | Maria Herrijgers       | Sonja Pleysier         | Marie-Hélène Schiffers |
| 1980 | Nele D'Haene           | Chantal Van Havere     | Maria-Magdalena Kennes |
| 1981 | Gerda Sierens          | Marina Mampay          | Maria Herrijgers       |
| 1982 | Jenny De Smet          | Gerda Sierens          | Anna Callebaut         |
| 1983 | Ingrid Mekers          | Gerda Sierens          | Anna Callebaut         |
| 1984 | Nele D'Haene           | Jenny De Smet          | Gerda Sierens          |
| 1985 | Josiane Vanhuysse      | Nadine Fiers           | Marleen Clemminck      |
| 1986 | Agnes Dusart           | Josiane Vanhuysse      | Nadine Fiers           |
| 1987 | Agnes Dusart           | Sonja Vermeylen        | Els Mertens            |
| 1988 | Agnes Dusart           | Kristel Werckx         | Sylvie Slos            |
| 1989 | Sylvie Slos            | Sabine Snijers         | Els Mertens            |
| 1990 | Véronique De Roose     | Godelieve Jansens      | Kristel Werckx         |
| 1991 | Kristel Werckx         | Heidi Van De Vijver    | Monica Van Nassauw     |
| 1992 | Godelieve Jansens      | Sabine Snijers         | Véronique Schurmann    |
| 1993 | Kristel Werckx         | Monica Van Nassauw     | Vanja Vonckx           |
| 1994 | Heidi Van De Vijver    | Patsy Maegerman        | Anja Lenaers           |
| 1995 | Els Decottenier        | Sonja Vermeylen        | Vanja Vonckx           |
| 1996 | Sonja Vermeylen        | Linda Troyekens        | Patsy Maegerman        |
| 1997 | Sonja Vermeylen        | Els Decottenier        | Anja Lenaers           |
| 1998 | Heidi Van De Vijver    | Sonja Vermeylen        | Anja Lenaers           |
| 1999 | Cindy Pieters          | Vanja Vonckx           | Els Decottenier        |
| 2000 | Evy Van Damme          | Lensy Debboudt         | Sonja Vermeylen        |
| 2001 | Evy Van Damme          | Ine Wannijn            | Godelieve Jansens      |
| 2002 | Ine Wannijn            | Corine Hierckens       | Veronique Belleter     |
| 2003 | Anja Nobus             | Ilse Geldhof           | Veerle Ingels          |
| 2004 | Natacha Maes           | Ine Wannijn            | Sara Peeters           |
| 2005 | Corine Hierckens       | Sara Peeters           | Natasha Nobels         |
| 2006 | Veronique Belleter     | Karen Steurs           | Ine Wannijn            |
| 2007 | Ludivine Henrion       | Ine Wannijn            | Liesbet De Vocht       |
| 2008 | Ilse Geldhof           | Nana Steenssens        | Anne Arnouts           |
| 2009 | Ludivine Henrion       | Latoya Brulee          | Kelly Druyts           |
| 2010 | Liesbet De Vocht       | Kelly Druyts           | Evelyn Arys            |
| 2011 | Evelyn Arys            | Sofie De Vuyst         | Lensy Debboudt         |
| 2012 | Jolien D'Hoore         | Ludivine Henrion       | Jessie Daams           |
| 2013 | Liesbet De Vocht       | Maaike Polspoel        | Sofie De Vuyst         |
| 2014 | Jolien D'Hoore         | Lotte Kopecky          | Sofie De Vuyst         |
| 2015 | Jolien D'Hoore         | Lotte Kopecky          | Sofie De Vuyst         |
| 2016 | Kaat Hannes            | Lotte Kopecky          | Jolien D'Hoore         |
| 2017 | Jolien D'Hoore         | Lotte Kopecky          | Kelly Druyts           |
| 2018 | Annelies Dom           | Valerie Demey          | Sanne Cant             |
| 2019 | Jesse Vandenbulcke     | Ann-Sophie Duyck       | Julie Van de Velde     |
| 2020 | Lotte Kopecky          | Jolien D'Hoore         | Shari Bossuyt          |
| 2021 | Lotte Kopecky          | Julie Van de Velde     | Alana Castrique        |